# He’s Not Like You
He’s Not Like You – singiel Katerine pochodzący z albumu „Overdrive”.

## Pozycje na listach i certyfikaty
| Lista przebojów (2008) | Najwyższa pozycja | Certyfikat |
| ---------------------- | ----------------- | ---------- |
| Belgium Singles Chart  | 34                | –          |